# موسي سيلا
موسي سيلا (بالتايلندية: มุสซา ซิลลา)‏ هو لاعب كرة قدم تايلاندي في مركز الوسط، ولد في 15 يونيو 1989 في نزيريكوري في غينيا. شارك مع منتخب غينيا لكرة القدم. أما مع النوادي، فقد لعب مع موانغتونغ يونايتد ونادي باثوم يونايتد.

## وصلات خارجية
- موسي سيلا على موقع قاعدة بيانات كرة القدم.إي يو (الإنجليزية)
- موسي سيلا على موقع Soccerway.com (الإنجليزية)
- موسي سيلا على موقع عالم كرة القدم.نت (الإنجليزية)